# Pärnu (folyó)
A Pärnu (észtül: Pärnu jõgi) Észtország leghosszabb folyója. Hossza 144 km, vízgyűjtő területe 6920 km2, ez az ország területének 16%-a. A vízgyűjtő terület érinti Järva, Viljandi, Pärnu, Rapla és Jõgeva megyét. Átlagos vízhozama 64,4 m³/s. Áprilisban a legnagyobb és júliusban a legkisebb a vízhozam. Átlagos vízmélysége 4,7 m, a legnagyobb mélysége 8 m. A folyó mentén gyakoriak a nagy árvizek.

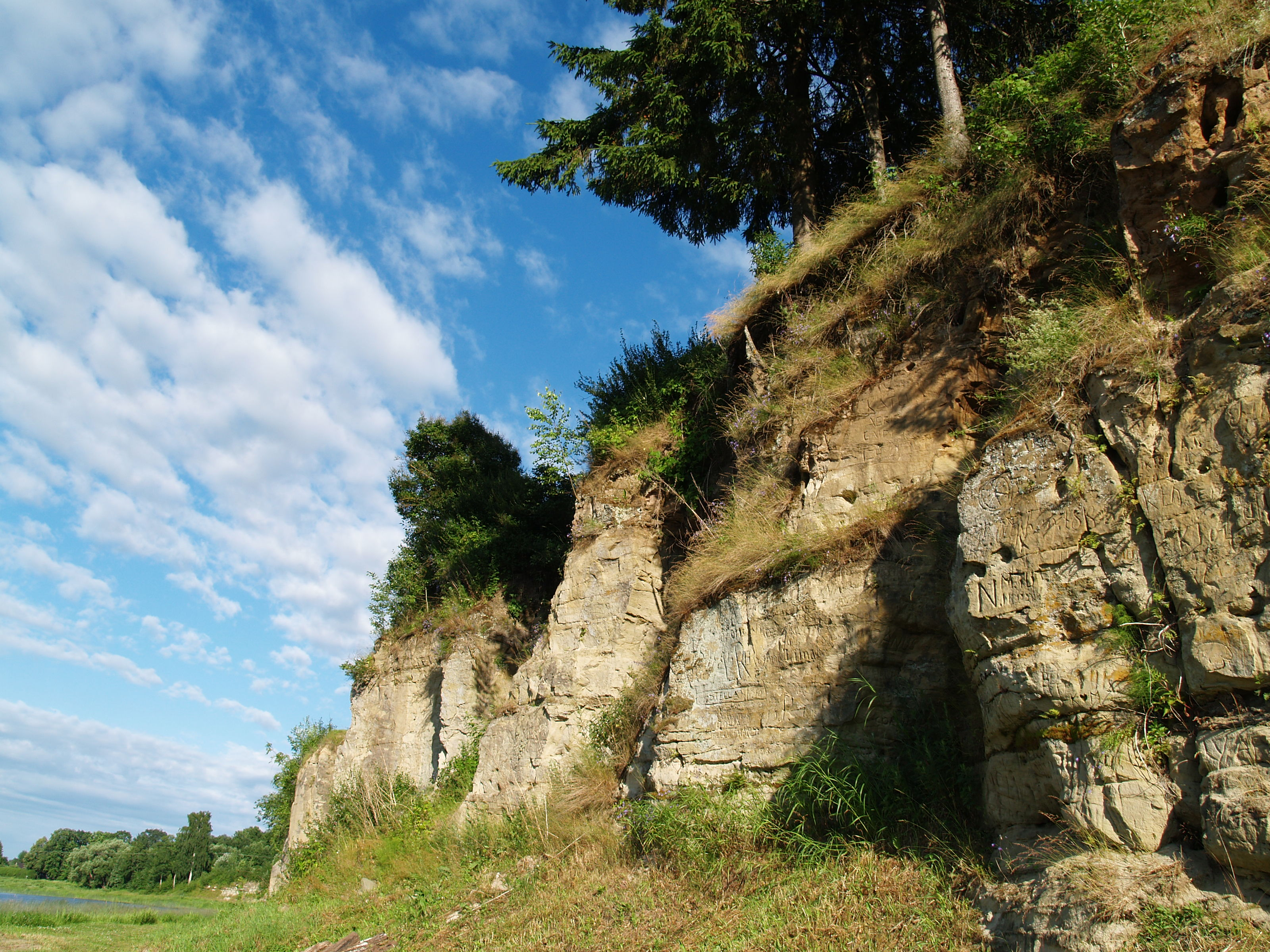
A folyópartot szegélyező homokkő-fal Torinál

Észtország középső részén, a Közép-észtországi-síkságon fekvő Roosna-Alliku tóforrástól ered, annak lefolyásaként. Onnan délnyugati irányba folyik és a Rigai-öböl részét lépező Pärnui-öbölbe ömlik Pärnu városnál, melyet kettészel. A torkolatnál kb. 2 km hosszan a tengerparttal párhuzamos a folyómeder.
Jobb oldali mellékfolyói a Reopalu, a Lintsi, a Mädara, a Käru, a Vändra és a Sauga-folyók. Bal oldali mellékfolyói a Vodja-, az Esna, a Prandi, az Aruküla, a Navesti, a Kurina és a Reiu-folyók.
Tori kisvárosnál a folyó partján Devon-kori homokkőfal bukkan a felszínre, amelybe a folyó korábban barlangot mosott ki. A Tori pokol (Tori põrgu) néven ismert barlang azonban mintegy száz évvel ezelőtt beomlott.
A folyó partvidéke az ősidőktől lakott, számos kőkorszaki csont- és kő-lelet került elő. A folyó mentén fekvő Sindi városnál egy 2–3 m-es üledékréteg alatt tárták fel Észtország legrégebbi ismert lakott települését az i. e. 8500-as évekből.